# Looper
Looper je sci-film z roku 2012. V hlavní roli je hraje Bruce Willis. Jeho mladší já hraje Joseph Gordon-Levitt.
Hlavní postavy Loopeři pracují pro organizaci, která zabijí lidi v budoucnosti. Hlavní postava dostane za úkol zabít své vlastní já, a tak se vzbouří a své já nezastřelí.

## Hlavní postavy
- Joseph Gordon-Levitt jako Joe
- Bruce Willis jako starší já Joea
- Emily Bluntová jako Sara
- Paul Dano jako Seth
- Noah Segan jako Kid Blue
- Piper Perabo jako Suzie
- Jeff Daniels jako Abe
- Pierce Gagnon jako Cid
- Xu Qing jako manželka Old Joea
- Tracie Thoms jako Beatrix
- Frank Brennan jako starý Seth
- Garret Dillahunt jako Jesse: člen Gat mužů Abeho.
- Nick Gomez jako Dale
- Marcus Hester jako Zach

## Recenze
- Looper – 57% na Film CZ -